# August Bier
August Bier, född 24 november 1861, död 12 mars 1949, var en tysk kirurg och pionjär inom spinalanestesi.
Bier blev professor i Kiel 1895 och i Greifswald 1899, därefter i Bonn 1903 och sedan i Berlin 1909. Han var en av de ledande forskarna inom sin tids kirurgi. Biers vetenskapliga forskning gällde bland annat de inomima relationerna mellan själva vävnatstillståndet och blodfördelningen i olika organdelar, vilket ledde till införandet av nya behandlingmeodtoer vid olika inflammatoriska sjukdomsprocesser. Dessa efter Bier uppkallade stas- och sugbehanlingsmetoderna var länge flitigt använda. 
Bier var även en av initiativtagarna och den förste rektorn för "Deutsche Hochschule für Leibesübungen.